# Farkas József (vegyészmérnök)
Farkas József (Budapest, 1933. június 4. – Budapest, 2014. november 12.) Széchenyi-díjas magyar vegyészmérnök, mikrobiológus, egyetemi tanár, a Magyar Tudományos Akadémia rendes tagja. Kutatási területe az élelmiszer-biztonság, az élelmiszer-tartósítás mikrobiológiája, kémiája és technológiája. 1972 és 1986 között a Központi Élelmiszeripari Kutatóintézet igazgatóhelyettese. 1993 és 1996 között a Kertészeti és Élelmiszeripari Egyetem (2003-tól a Budapesti Corvinus Egyetem része) rektorhelyettese.

## Életpályája
1951-ben érettségizett, majd felvették a Budapesti Műszaki Egyetem Vegyészmérnöki Karára. Itt szerzett mérnökdiplomát 1956-ban. 1964-ben védte meg egyetemi doktori disszertációját. Diplomájának megszerzése után a Konzerv-, Hús- és Hűtőipari Kutatóintézet tudományos segédmunkatársaként kapott állást. Két évvel később a Központi Élelmiszeripari Kutatóintézet (KÉKI, ma: Központi Élelmiszer-tudományi Kutatóintézet) tudományos munkatársa lett. 1967-ben tudományos főmunkatárssá lépett elő. Egy évre rá kinevezték az élelmiszer-mikrobiológiai osztály vezetőjévé. Az osztályt 1974-ig vezette. Közben 1972-ben a kutatóintézet tudományos igazgatóhelyettese lett. Tisztségét tizennégy éven keresztül töltötte be. Ekkor a Kertészeti és Élelmiszeripari Egyetem Állatitermék Technológiai Tanszékéhez (ma: Hűtő- és Állatitermék Technológiai Tanszék) került egyetemi tanári beosztásban, egyben a tanszék vezetésével is megbízták. 1988 és 1993 között az Élelmiszeripari Kar dékánhelyettese, majd 1996-ig az egyetem rektorhelyettese volt. 1986 és 1991 között az egyetem Élelmiszer-technológiai Intézetét is vezette. 2003-ban professor emeritusi címet és a KÉKI-nél kutatóprofesszori megbízást kapott. Ezenkívül 1980 és 1985 között a ENSZ Élelmezési és Mezőgazdasági Szervezete (FAO) és a Nemzetközi Atomenergia-ügynökség (IAEA) közös Nemzetközi Élelmiszer-besugárzási Létesítményének igazgatója volt Hollandiában.
1968-ban védte meg a kémiai tudományok kandidátusi, 1978-ban akadémiai doktori értekezését. Az MTA Általános Mikrobiológiai Bizottságának és az Élelmiszer-tudományi Komplex Bizottságnak lett tagja, utóbbinak 2004-től 2009-ig elnöke, 1990-ben megválasztották a Magyar Tudományos Akadémia levelező, 2001-ben pedig rendes tagjává. Közben a Tudományetikai és a Radiokémiai Bizottságba is bekerült. Akadémiai tisztségein kívül 1992-től 2009-ig a Magyar Élelmiszerkönyv Bizottság elnöke, 2004-től 2008-ig a Magyar Mikrobiológiai Társaság alelnöke és 2005-től a Magyar Élelmiszer-biztonsági Hivatal Tudományos Tanácsadó Testülete elnöke. 1976 és 1978 között az Acta Alimentaria című tudományos szakfolyóirat koordináló szerkesztője volt, 2005-ben főszerkesztője lett. Közben a szerkesztőbizottságban dolgozott. 1995-től 2006-ig a Radiation Physics and Chemistry szekciószerkesztője.

## Munkássága
Fő kutatási területe az élelmiszer-biztonság, az élelmiszer-tartósítás mikrobiológiája, kémiája és technológiája.
E témakörön belül különös tekintettel foglalkozik a sugárzásos és a kombinált tartósítási eljárásokkal. Eredményei jelentősek az antimikrobás stressztényezők együttes hatásának számszerűsítésében, az állati eredetű élelmiszerek (hús, tej, sajt stb.) lipidoxidációs (tehát egy bizonyos zsírtípus oxidációs) folyamatainak gátlásában, valamint az élelmiszerekkel közvetíthető betegségokozó (úgynevezett patogén) baktériumokkal szembeni élelmiszer-technológiák megalapozásában. A 2000-es években a fűszerekkel és a gyümölcsökkel kapcsolatos élelmiszer-technológiai kérdésekkel, valamint nem termikus tartósítási módszerekkel és az élelmiszerek mikrobiológiai biztonságának kérdéseivel foglalkozott.
Több mint kétszáz tudományos publikáció szerzője vagy társszerzője, ebből kilenc könyv társszerzője vagy szerkesztője. Munkáit magyar és angol nyelven adta közre.

## Díjai, elismerései
- ’Sigmond Elek-emlékérem (1974)
- Kosutány Tamás-emlékérem (1992)
- Eijkman-díj (1992, Utrechti Egyetem)
- Lőrincz Ferenc-emlékérem (1997)
- Széchenyi-díj (1999)
- Ipolyi Arnold tudományfejlesztési díj (2000, OTKA)
- MTESZ-díj (2005)

## Főbb publikációi
- Feasibility of Irradiation of Spices with Special Reference to Paprika (társszerző, 1973)
- Microbiology of Foods Pasteurised by Ionising Radiation (társszerző, 1977)
- Konzerv-, hús- és hűtőipari mikrobiológia (társszerző, 1980)
- Decontamination, including Parasite Control, of Dried, Chilled and Frozen Food by Irradation (1987)
- Irradation of Dry Food Ingredients (1988)
- Microbiological Safety of Irradiated Foods: A Review (1989)
- Az élelmiszertartósítás elméleti alapjai (társszerző, 1991)
- Sugárzásos tartósítás – egy XX. századi élelmiszer-technológia interdiszciplináris megalapozása (1993)
- Interaction of Ionising Radiation and Acidulants on the Growth of the Microflora of a Vacuum-packaged Chilled Meat Product (társszerző, 1993)
- Tolerance of Spores to Ionising Radiation: Mechanisms of Inactivation, Injury and Repair (1994)
- Physical Methods of Food Preservation (könyvfejezet, 1997)
- Spices and Herbs (könyvfejezet, 2000)
- Új, nem termikus módszerek élelmiszerek mikrobiológiai biztonságának és minőségmegőrzésének javítására (2002)
- A gyümölcsfeldolgozás technológiái (társszerző, 2007)